# Philipp Kohlschreiber
Philipp Eberhard Hermann Kohlschreiber (* 16. Oktober 1983 in Augsburg) ist ein ehemaliger deutscher Tennisspieler.

## Karriere

### Anfänge
Der Rechtshänder begann seine Karriere beim TC Augsburg Siebentisch und spielte ab 1997 für den MTTC Iphitos. Ende 1998 ging Kohlschreiber an die Sportschule Oberhaching und konzentrierte sich dort intensiv auf das Training. Wenige Monate später gewann er den Mannschaftseuropameistertitel des Jahrgangs 1983 und die deutschen Hallenmeisterschaften der U16. Im Jahr 2000 spielte Kohlschreiber in Eckental sein erstes Challenger-Turnier und traf die Entscheidung, im Jahr darauf Tennisprofi zu werden.

### 2001–2006
Von 2001 bis 2004 war Kohlschreiber Mitglied der Bundesligamannschaft des TC Bamberg. Von 2005 bis 2008 trat er in der Bundesliga für Blau-Weiß Neuss an.
2003 spielte er bei den US Open sein erstes Grand-Slam-Turnier, er unterlag jedoch in der ersten Runde David Nalbandian. 2004 erreichte er dann mit einem Sieg über Julien Benneteau die zweite Runde und verlor dort gegen Feliciano López knapp in fünf Sätzen. Im August 2004 stand Kohlschreiber erstmals in den Top 100 der Weltrangliste. Seit 2005 stand er bei allen Grand-Slam-Turnieren im Hauptfeld.
Bei den Australian Open kam er 2005 ins Achtelfinale, ehe er gegen Andy Roddick ausschied. Bei den anderen Grand-Slam-Turnieren kam das Aus jeweils in der ersten Runde. Im Oktober 2005 gewann er mit seinem Partner Lars Burgsmüller seinen ersten ATP-Titel im Doppel. 2006 konnte sich Kohlschreiber in den Top 100 etablieren. Er erreichte beim ATP-Turnier in Gstaad das Halbfinale, dazu einige weitere Male das Viertelfinale.

### 2007–2009
2007 stand er beim Masters-Turnier in Monte Carlo im Viertelfinale und gewann kurz darauf sein erstes ATP-Turnier in München mit einem Finalsieg über Michail Juschny, mit dem er auch die Doppelkonkurrenz gewinnen konnte. Er erreichte zudem das Halbfinale von Halle und die dritte Runde der US Open.
Kohlschreiber zählt seit 2007 zu den wichtigsten Spielern im deutschen Davis-Cup-Team. Mehrmals konnte er teils stärker eingeschätzte Spieler im Davis Cup bezwingen. So gewann er in seiner Debüt-Saison 2007 im Halbfinale in Moskau gegen Russlands Nikolai Dawydenko in fünf Sätzen, nachdem er im fünften Satz mit einem Break zurückgelegen hatte.
Im Januar 2008 konnte Kohlschreiber seinen zweiten Titel auf der ATP World Tour feiern, als er beim Turnier von Auckland den Spanier Juan Carlos Ferrero im Finale in zwei Sätzen besiegte. Bei den Australian Open bezwang er in Runde drei Andy Roddick, verlor dann das Achtelfinalmatch gegen Jarkko Nieminen. Beim Turnier von Halle erreichte er das Finale, in dem er Roger Federer unterlag. Außerdem zog er beim Turnier in Wien ins Halbfinale ein.
Anfang des Jahres 2009 konnte Kohlschreiber mehrmals das Viertelfinale erreichen. Beim Grand-Slam-Turnier von Paris stieß er erstmals ins Achtelfinale vor, scheiterte dort an Tommy Robredo. Beim darauf folgenden Turnier in Halle stand er im Halbfinale, in dem er Tommy Haas unterlag. Im September kam Kohlschreiber beim Turnier von Metz ins Finale. Er unterlag dort zwar Gaël Monfils, erreichte aber mit Platz 22 eine neue beste Weltranglistenposition. Darüber hinaus stand er beim Turnier in Wien erneut im Halbfinale.
Beim Davis Cup 2009 konnte er in der Erstrundenpartie gegen Österreich gegen Jürgen Melzer einen 0:2-Satzrückstand noch drehen. Im anschließenden Viertelfinale in Spanien bezwang er Tommy Robredo, dem er zuvor noch im Achtelfinale der French Open unterlegen war, glatt in drei Sätzen. Sein zweites Einzel gegen Fernando Verdasco gewann er mit 8:6 im fünften Durchgang, Deutschland verlor die Partie am Ende dennoch mit 2:3.

### 2010–2011
Das Jahr 2010 begann Kohlschreiber in Auckland, wo er ebenfalls das Halbfinale erreichte. Bei den Australian Open schied er in der dritten Runde gegen Rafael Nadal aus. Beim ATP-Masters-Series-Turnier von Monte Carlo schaffte er den Sprung ins Viertelfinale. Bei den French Open konnte er bis in Runde drei vorstoßen, in der er Fernando Verdasco unterlag. In Wimbledon verlor er in der dritten Runde gegen Roddick. Beim Masters-Series-Turnier von Toronto stand er im Viertelfinale, verlor dort jedoch knapp gegen Nadal. Bei den US Open verlor er bereits in der zweiten Runde gegen Gilles Simon. Am Rande der Davis-Cup-Partie gegen Südafrika, bei der er mit seinem Dreisatzsieg über Rik De Voest zum 5:0-Sieg beitrug, gab er seine künftige Zusammenarbeit auf Probe mit Andy Murrays Ex-Coach Miles Maclagan bekannt. Kohlschreiber spielte sich bei den Open de Moselle in Metz bis ins Halbfinale vor, dort unterlag er erneut dem Franzosen Gilles Simon. Bei seinem nächsten Turnier, den China Open in Peking, schlug er Fernando Verdasco in Runde eins, verlor dann aber gegen John Isner. In Shanghai musste er im zweiten Satz seines Erstrundenmatches gegen Roddick aufgeben. Bei der Bank Austria TennisTrophy in Wien erreichte er das Viertelfinale, zu dem er wegen Adduktorenproblemen jedoch nicht antreten konnte.
Kohlschreiber begann das Jahr 2011 in Doha, wo er in Runde zwei nach einem umkämpften Spiel an Ivo Karlović scheiterte. Eine Woche vor den Australian Open, wo er in Runde zwei gegen Tomáš Berdych verlor, spielte er sich in Auckland bis ins Viertelfinale, das er in drei Sätzen gegen David Ferrer verlor. In Rotterdam und Dubai erreichte er jeweils Runde zwei, scheiterte dann aber an Robin Söderling bzw. an Philipp Petzschner.
In der ersten Runde der Davis-Cup-Weltgruppe 2011 schlug Kohlschreiber erneut als deutsche Nummer 1 auf. Er bezwang Ivan Dodig in fünf Sätzen nach Abwehr eines Matchballs im vierten Satz. Im vierten Einzel unterlag er Marin Čilić in drei Sätzen.
Beim ersten Masters-Turnier des Jahres in Indian Wells gewann Kohlschreiber nach einem Freilos in Runde eins gegen Tim Smyczek nach Abwehr von drei Matchbällen in drei Sätzen. In Runde drei konnte er die Nummer 4 der Welt, Robin Söderling, mit 7:6 und 6:4 bezwingen, wobei er im ersten Satz fünf Satzbälle abwehren musste. Anschließend verlor er unglücklich in zwei Sätzen (6:7, 6:7) gegen Juan Martín del Potro. In Monte Carlo verlor er in Runde zwei gegen Roger Federer. Kohlschreiber und Petzschner entschieden dann mit ihrem Doppelsieg über Juan Ignacio Chela und Máximo González das Finale des World Team Cups im Düsseldorfer Rochusclub. Anschließend verlor er bei den French Open schon in der ersten Runde gegen Sam Querrey.
Bei den Gerry Weber Open in Halle sicherte sich Kohlschreiber seinen dritten Karrieretitel. Auf dem Weg ins Finale, in dem Philipp Petzschner beim Stand von 7:6, 2:0 aus Sicht Kohlschreibers aufgab, besiegte er u. a. Lleyton Hewitt und Gaël Monfils. In Wimbledon verlor er sein Erstrundenspiel gegen den Usbeken Denis Istomin mit 6:4, 3:6, 3:6 und 3:6. Beim Turnier am Hamburger Rothenbaum unterlag er Wochen darauf dem Spanier Nicolás Almagro im Achtelfinale.

### 2012–2015
2012 wurde für Kohlschreiber zur erfolgreichsten Saison seiner Karriere. Bei den Australian Open erreichte er zu Beginn der Saison das Achtelfinale. Im Mai gewann er in München zum zweiten Mal das Turnier, dabei besiegte er im Finale Marin Čilić glatt in zwei Sätzen. Sehr erfolgreich verlief auch die Rasensaison; in Halle verlor er erst im Halbfinale gegen den späteren Sieger Tommy Haas. In Wimbledon gelang ihm durch einen Fünfsatzsieg über Haas die Revanche, ehe er durch drei aufeinanderfolgende Dreisatzsiege zum ersten Mal das Viertelfinale eines Grand-Slam-Turniers erreichte. Dort unterlag er Jo-Wilfried Tsonga in vier Sätzen.
In der Saison 2012 kam es zwischen Kohlschreiber und Teamchef Patrik Kühnen zum Streit, nachdem sich Kohlschreiber für die Erstrundenpartie gegen Argentinien krank abgemeldet hatte. Da er der Begegnung auch nicht als Zuschauer beiwohnte, wurde er auch von Tommy Haas kritisiert. Infolgedessen wurde Kohlschreiber von Kühnen für das Relegationsspiel gegen Australien nicht berücksichtigt, obwohl er zu diesem Zeitpunkt der in der Weltrangliste bestplatzierte deutsche Spieler war.
In die Kritik geriet Kohlschreiber zum Ende des Turniers in Kitzbühel. Zwar erreichte er das Finale, verlor dieses aber gegen Robin Haase in drei Sätzen. Da er sich bei diesem Spiel eine Verletzung zuzog, sagte Kohlschreiber seine Teilnahme bei den Olympischen Spielen in London ab. Dafür wurde er in den Medien stark kritisiert, auch von ehemaligen Spielern wie Boris Becker oder Michael Stich. Dennoch gelang Kohlschreiber mit der Finalteilnahme in Kitzbühel erstmals der Einzug in die Top 20 der Weltrangliste. Nach dem Turnier wurde er auf Platz 16 geführt. Bei den US Open erreichte er durch einen Fünfsatzsieg gegen John Isner zum ersten Mal den Einzug ins Achtelfinale, womit Kohlschreiber in der Saison 2012 bei drei von vier Grand-Slam-Turnieren die zweite Woche erreichte.
Das Jahr 2013 begann für Kohlschreiber positiv. An der Seite von Christopher Kas besiegte er beim ATP-Turnier in Doha die Doppelkonkurrenten Julian Knowle und Filip Polášek in zwei Sätzen. Anschließend erreichte er das Halbfinale in Barcelona sowie die Finals in München und in Stuttgart. Im September spielte Kohlschreiber für das Davis-Cup-Team im Einzel. Nachdem er das erste Match gewonnen hatte, meldete er sich jedoch krank. Später bei den US Open 2013 scheiterte Kohlschreiber im Achtelfinale an Rafael Nadal.
Mit einem 4:1-Erfolg über Spanien beim Davis Cup 2014 gelang Kohlschreiber ein guter Start in das Jahr 2014. Im März kam es zu Streitigkeiten zwischen Kohlschreiber und dem Teamchef Carsten Arriens. Aufgrund seiner vielen verletzungsbedingten Ausfälle wurde Kohlschreiber von Arriens schließlich aus dem Davis-Cup-Team ausgeschlossen.
Bei den Düsseldorf Open 2014 gelang ihm mit einem Finalsieg gegen Ivo Karlović sein fünfter Titelgewinn auf der World Tour. Bei den anschließenden French Open erreichte er die dritte Runde, in der er Andy Murray mit 6:3, 3:6, 3:6, 6:4 und 10:12 unterlag. Im Achtelfinale der US Open 2014 konnte er sich nicht gegen Novak Đoković durchsetzen.
Nach dem Streit und der späteren Entlassung Arriens kehrte Kohlschreiber im März 2015 in das deutsche Davis-Cup-Team zurück. Beim ATP-Turnier in München verlor er im Finale knapp gegen Andy Murray in drei Sätzen. In Kitzbühel holte sich Kohlschreiber den Turniersieg gegen Paul-Henri Mathieu und kurze Zeit später erreichte er bei den US Open die dritte Runde. Im Herbst gelang ihm mit dem deutschen Davis-Cup-Team ein 4:1-Sieg gegen die Dominikanische Republik.

### 2016–2022
2016 gewann er bei der 2:3-Erstrundenniederlage gegen Tschechien seine beiden Einzel gegen Lukáš Rosol und den Weltranglistensiebten Tomáš Berdych, wobei er gegen Berdych von dessen Aufgabe beim Stande von 2:0 Sätzen profitierte. Das Doppel verlor Kohlschreiber an der Seite von Philipp Petzschner. Im gleichen Jahr gewann er das Finale in München in drei Sätzen gegen Dominic Thiem. Nur wenige Wochen später unterlag Kohlschreiber Thiem im Finale in Stuttgart.
Davis Cup 2017 schied das deutsche Davis-Cup-Team bereits in der ersten Runde gegen Belgien aus. Nach dieser Niederlage feierte Kohlschreiber im März des gleichen Jahres in Indian Wells den 400. Sieg auf der ATP Tour. Sein Gegner Oleksandr Dolhopolow gab im zweiten Satz (6:7 und 1:1) auf. Das Finale in Marrakesch konnte Kohlschreiber nicht für sich entscheiden. Er unterlag Borna Ćorić in drei Sätzen. Beim Turnier in Kitzbühel setzte er sich dagegen im Finale gegen João Sousa mit 6:3 und 6:4 durch.
2018 verlor er in der Partie gegen Spanien das entscheidende Match gegen David Ferrer nach einer 2:1-Satzführung den letzten Satz mit 5:7. Beim anschließenden Turnier in München unterlag er im Finalspiel Alexander Zverev mit 3:6 und 3:6.
2019 schied er beim Indian Wells Masters im Viertelfinale gegen Gaël Monfils aus. Zuvor hatte er gegen Nick Kyrgios, der kurz zuvor das Turnier in Acapulco gewann, und den Weltranglistenersten Novak Đoković gewonnen. Er wurde damit der älteste Spieler, der seinen Premierensieg gegen die Nummer 1 schaffte.
In Wimbledon 2022 nahm er, auf Weltranglistenplatz 230 liegend, am Qualifikationsturnier teil. Nach dem ersten Match gegen Grégoire Barrère, welches er deutlich mit 6:2 und 6:2 für sich entscheiden konnte, kündigte er an, nach dem Turnier seine Profikarriere zu beenden. Er äußerte die Hoffnung, noch einmal im Hauptfeld teilnehmen zu können. Beim nächsten Match gegen Michail Kukuschkin unterlag er jedoch 7:6, 3:6 und 4:6, womit er seine Karriere beendete.

## Erfolge
| Legende (Anzahl der Siege)                             |
| Grand Slam                                             |
| Tennis Masters Cup / ATP World Tour Finals             |
| ATP Masters Series / ATP World Tour Masters 1000       |
| ATP International Series Gold / ATP World Tour 500 (2) |
| ATP International Series / ATP World Tour 250 (13)     |
| ATP Challenger Tour (4)                                |

| ATP-Titel nach Belag |
| Hartplatz (3)        |
| Sand (9)             |
| Rasen (2)            |
| Teppich (1)          |

### Einzel

#### Turniersiege

##### ATP World Tour
| Nr. | Datum           | Turnier       | Belag     | Finalgegner         | Ergebnis         |
| --- | --------------- | ------------- | --------- | ------------------- | ---------------- |
| 1.  | 6. Mai 2007     | München (1)   | Sand      | Michail Juschny     | 2:6, 6:3, 6:4    |
| 2.  | 12. Januar 2008 | Auckland      | Hartplatz | Juan Carlos Ferrero | 7:64, 7:5        |
| 3.  | 12. Juni 2011   | Halle         | Rasen     | Philipp Petzschner  | 7:65, 2:0 aufgg. |
| 4.  | 6. Mai 2012     | München (2)   | Sand      | Marin Čilić         | 7:68, 6:3        |
| 5.  | 24. Mai 2014    | Düsseldorf    | Sand      | Ivo Karlović        | 6:2, 7:64        |
| 6.  | 8. August 2015  | Kitzbühel (1) | Sand      | Paul-Henri Mathieu  | 2:6, 6:2, 6:2    |
| 7.  | 1. Mai 2016     | München (3)   | Sand      | Dominic Thiem       | 7:67, 4:6, 7:64  |
| 8.  | 5. August 2017  | Kitzbühel (2) | Sand      | João Sousa          | 6:3, 6:4         |

##### ATP Challenger Tour
| Nr. | Datum             | Turnier    | Belag     | Finalgegner            | Ergebnis       |
| --- | ----------------- | ---------- | --------- | ---------------------- | -------------- |
| 1.  | 5. Oktober 2003   | Tumkur     | Hartplatz | Lee Childs             | 7:5, 7:65      |
| 2.  | 25. Juli 2004     | Hilversum  | Sand      | Dennis van Scheppingen | 4:6, 6:4, 6:4  |
| 3.  | 26. November 2005 | La Réunion | Hartplatz | Teimuras Gabaschwili   | 6:2, 6:3       |
| 4.  | 12. Januar 2020   | Canberra   | Hartplatz | Emil Ruusuvuori        | 7:65, 4:6, 6:3 |

#### Finalteilnahmen
| Nr. | Datum              | Turnier       | Belag         | Finalgegner      | Ergebnis        |
| --- | ------------------ | ------------- | ------------- | ---------------- | --------------- |
| 1.  | 15. Juni 2008      | Halle         | Rasen         | Roger Federer    | 3:6, 4:6        |
| 2.  | 27. September 2009 | Metz          | Hartplatz (i) | Gaël Monfils     | 6:71, 6:3, 2:6  |
| 3.  | 27. Juli 2012      | Kitzbühel     | Sand          | Robin Haase      | 7:62, 3:6, 2:6  |
| 4.  | 12. Januar 2013    | Auckland      | Hartplatz     | David Ferrer     | 6:75, 1:6       |
| 5.  | 5. Mai 2013        | München (1)   | Sand          | Tommy Haas       | 3:6, 6:73       |
| 6.  | 14. Juli 2013      | Stuttgart (1) | Sand          | Fabio Fognini    | 7:5, 4:6, 4:6   |
| 7.  | 4. Mai 2015        | München (2)   | Sand          | Andy Murray      | 6:74, 7:5, 6:74 |
| 8.  | 13. Juni 2016      | Stuttgart (2) | Rasen         | Dominic Thiem    | 7:62, 4:6, 4:6  |
| 9.  | 16. April 2017     | Marrakesch    | Sand          | Borna Ćorić      | 7:5, 6:73, 5:7  |
| 10. | 6. Mai 2018        | München (3)   | Sand          | Alexander Zverev | 3:6, 3:6        |

### Doppel

#### Turniersiege
| Nr. | Datum           | Turnier           | Belag       | Partner          | Finalgegner                    | Ergebnis         |
| --- | --------------- | ----------------- | ----------- | ---------------- | ------------------------------ | ---------------- |
| 1.  | 2. Oktober 2005 | Ho-Chi-Minh-Stadt | Teppich (i) | Lars Burgsmüller | Ashley Fisher Robert Lindstedt | 5:7, 6:4, 6:2    |
| 2.  | 30. Juli 2006   | Kitzbühel         | Sand        | Stefan Koubek    | Oliver Marach Cyril Suk        | 6:2, 6:3         |
| 3.  | 6. Mai 2007     | München           | Sand        | Michail Juschny  | Jan Hájek Jaroslav Levinský    | 6:1, 6:4         |
| 4.  | 4. Januar 2008  | Doha (1)          | Hartplatz   | David Škoch      | Wesley Moodie Jeff Coetzee     | 6:4, 4:6, [11:9] |
| 5.  | 12. Juli 2008   | Stuttgart         | Sand        | Christopher Kas  | Michael Berrer Mischa Zverev   | 6:3, 6:4         |
| 6.  | 14. Juni 2009   | Halle             | Rasen       | Christopher Kas  | Andreas Beck Marco Chiudinelli | 6:3, 6:4         |
| 7.  | 4. Januar 2013  | Doha (2)          | Hartplatz   | Christopher Kas  | Julian Knowle Filip Polášek    | 7:5, 6:4         |

#### Finalteilnahmen
| Nr. | Datum            | Turnier   | Belag         | Partner         | Finalgegner                   | Ergebnis         |
| --- | ---------------- | --------- | ------------- | --------------- | ----------------------------- | ---------------- |
| 1.  | 24. Februar 2008 | Rotterdam | Hartplatz     | Michail Juschny | Tomáš Berdych Dmitri Tursunow | 5:7, 6:3, [7:10] |
| 2.  | 26. Oktober 2008 | Basel     | Hartplatz (i) | Christopher Kas | Mahesh Bhupathi Mark Knowles  | 3:6, 3:6         |
| 3.  | 6. Januar 2012   | Doha      | Hartplatz     | Christopher Kas | Lukáš Rosol Filip Polášek     | 3:6, 4:6         |

## Bilanz

### Einzel
| Turnier1                   | 2022 | 2021 | 2020  | 2019  | 2018  | 2017  | 2016  | 2015  | 2014  | 2013  | 2012  | 2011  | 2010  | 2009  | 2008  | 2007  | 2006  | 2005  | 2004 | 2003 | 2002 | 2001 | 2000 | Gesamt  |
| -------------------------- | ---- | ---- | ----- | ----- | ----- | ----- | ----- | ----- | ----- | ----- | ----- | ----- | ----- | ----- | ----- | ----- | ----- | ----- | ---- | ---- | ---- | ---- | ---- | ------- |
| Australian Open            | 2R   | –    | 2R    | 2R    | 1R    | 3R    | 1R    | 2R    | –     | 3R    | AF    | 2R    | 3R    | 2R    | AF    | 2R    | 2R    | AF    | –    | –    | –    | –    | –    | AF      |
| French Open                | Q1   | 3R   | 1R    | 2R    | 1R    | 1R    | 1R    | 2R    | 3R    | AF    | 2R    | 1R    | 3R    | AF    | 1R    | 2R    | 2R    | 1R    | –    | –    | –    | –    | –    | AF      |
| Wimbledon                  | Q2   | 1R   | n. a. | 1R    | 3R    | 1R    | 1R    | 1R    | 2R    | 1R    | VF    | 1R    | 3R    | 3R    | 1R    | 1R    | 3R    | 1R    | –    | –    | –    | –    | –    | VF      |
| US Open                    | –    | 2R   | 1R    | 1R    | AF    | AF    | 1R    | 3R    | AF    | AF    | AF    | 1R    | 2R    | 3R    | 2R    | 3R    | 1R    | 1R    | 2R   | 1R   | –    | –    | –    | AF      |
| Gewonnene Einzel-Titel     | 0    | 0    | 0     | 0     | 0     | 1     | 1     | 1     | 1     | 0     | 1     | 1     | 0     | 0     | 1     | 1     | 0     | 0     | 0    | 0    | 0    | 0    | 0    | 8       |
| Gesamt-Siege/-Niederlagen2 | 1:3  | 7:9  | 2:7   | 21:22 | 24:24 | 32:19 | 32:21 | 32:23 | 37:25 | 32:25 | 42:24 | 31:27 | 37:24 | 40:25 | 32:21 | 33:27 | 24:20 | 12:25 | 6:10 | 1:3  | 0:3  | 0:0  | 0:0  | 478:387 |
| Jahresendposition          | 416  | 114  | 98    | 79    | 34    | 29    | 32    | 34    | 24    | 22    | 20    | 43    | 34    | 27    | 28    | 32    | 60    | 93    | 92   | 209  | 268  | 764  | 1334 | N/A     |

### Doppel
| Turnier1                   | 2018 | 2017 | 2016 | 2015 | 2014 | 2013 | 2012 | 2011 | 2010 | 2009  | 2008 | 2007 | 2006 | 2005 | 2004 | 2003 | 2002 | 2001 | 2000 | Gesamt |
| -------------------------- | ---- | ---- | ---- | ---- | ---- | ---- | ---- | ---- | ---- | ----- | ---- | ---- | ---- | ---- | ---- | ---- | ---- | ---- | ---- | ------ |
| Australian Open            | –    | –    | –    | –    | –    | –    | 1R   | –    | –    | –     | –    | 1R   | 1R   | 1R   | –    | –    | –    | –    | –    | 1R     |
| French Open                | –    | –    | –    | –    | –    | –    | –    | –    | –    | –     | –    | 1R   | –    | –    | –    | –    | –    | –    | –    | 1R     |
| Wimbledon                  | –    | –    | –    | –    | –    | –    | –    | –    | –    | –     | –    | –    | 1R   | –    | –    | –    | –    | –    | –    | 1R     |
| US Open                    | –    | –    | –    | –    | –    | –    | –    | 1R   | –    | –     | –    | 1R   | 1R   | 1R   | –    | –    | –    | –    | –    | 1R     |
| Gewonnene Doppel-Titel     | 0    | 0    | 0    | 0    | 0    | 1    | 0    | 0    | 0    | 1     | 2    | 1    | 1    | 1    | 0    | 0    | 0    | 0    | 0    | 7      |
| Gesamt-Siege/-Niederlagen2 | 3:5  | 0:6  | 5:7  | 2:4  | 5:7  | 8:10 | 3:10 | 7:7  | 5:15 | 17:11 | 17:8 | 8:12 | 6:4  | 8:8  | 2:1  | 0:0  | 0:0  | 0:0  | 0:0  | 96:115 |
| Jahresendposition          | 176  | 555  | 169  | 560  | 286  | 138  | 335  | 164  | 198  | 74    | 53   | 141  | 148  | 125  | 398  | 797  | 1299 | 574  | 1474 | N/A    |

Zeichenerklärung: S = Turniersieg; F, HF, VF, AF = Einzug ins Finale / Halbfinale / Viertelfinale / Achtelfinale; 1R, 2R, 3R = Ausscheiden in der 1. / 2. / 3. Hauptrunde bzw. Q1, Q2, Q3 = Ausscheiden in der 1. / 2. / 3. Qualifikationsrunde
1 Turnierresultat in Klammern bedeutet, dass der Spieler das Turnier noch nicht beendet hat; es zeigt seinen aktuellen Turnierstatus an. Nachdem der Spieler das Turnier beendet hat, wird die Klammer entfernt.

2 Stand: 11. Juni 2018